# Темпе ди Лици (Салерно)
Темпе ди Лици је насеље у Италији у округу Салерно, региону Кампанија.
Према процени из 2011. у насељу је живело 73 становника. Насеље се налази на надморској висини од 421 м.